# Ронсон, Билли
Уильям Ронсон (англ. William Ronson; 22 января 1957, Флитвуд, Северо-Западная Англия — 8 апреля 2015, Perry Hall, Мэриленд) — английский футболист и футбольный тренер, играл на позиции полузащитника.

## Биография

### Игровая карьера
Ронсон в течение пяти сезонов играл за «Блэкпул», в котором сыграл 128 матчей и забил 12 голов. Ещё во время выступления за «Блэкпул» играл в США на правах аренды за «Форт-Лодердейл Страйкерс». Летом 1979 года перешёл в «Кардифф Сити»; сумма трансфера составила 130 000 фунтов стерлингов, которая стала рекордной на тот момент в истории клуба. Ронсон стал одним из ключевых игроков команды, за которую играл в течение двух сезонов, но никакого прогресса команда не совершила. «Лазурные птицы» в основном были середняками Первого дивизиона.
В октябре 1981 года Ронсон перешёл в «Рексем»; сумма трансфера составила 90 000 фунтов стерлингов. За «Рексем» он играл в течение одного сезона во Втором дивизионе. После вылета команды в Третий дивизион он продолжил играть за неё, пока не перешёл в «Барнсли». За «дворняг» Ронсон играл в течение четырёх сезонов, став стабильным игроком основного состава. В 1986 году перешёл на правах аренды в «Бирмингем Сити», за который сыграл только 2 матча, а затем перешёл в «Блэкпул». В том же году он уехал в США, где играл за несколько клубов, среди которых «Тампа-Бэй Раудис» и несколько мини-футбольных клубов.

### Смерть
Скончался 8 апреля 2015 года после непродолжительной болезни в возрасте 58 лет.